# Acanthomolgus bilobipes
Acanthomolgus bilobipes is een eenoogkreeftjessoort uit de familie van de Rhynchomolgidae. De wetenschappelijke naam van de soort is voor het eerst geldig gepubliceerd in 1973 door Humes & Stock.